# Todo irá bien
«Todo irá bien» es el decimocuarto sencillo de la cantante argentina-española Chenoa, y primero de su quinto álbum Absurda cenicienta, el sencillo ha sido escrito por la misma y ha tenido un gran éxito en España y en Latinoamérica, prueba de su éxito son las altas ventas digitales obtenidas así como el n.º 1 en los 40 principales, el grupo de canales de música y emisoras más importantes de España. Además el sencillo fue n.º 1 en 6 países y entró en el top 10 de la mayoría de países latinoamericanos. También ha obtenido premios como el de mejor canción latina en los premios orgullosamente latino y una nominación a mejor video latino donde quedó segunda.Otra prueba del éxito conseguido es la estimación de los 13 millones de visitas a través de YouTube, ya todo un himno al optimismo.

## Video musical
En el video Chenoa camina en una calle mientras canta el tema y en unas escenas se eleva en el aire como metáfora al optimismo, el video fue estrenado en España, a finales de septiembre del 2007.

## Ventas digitales
| País          | Discográfica                         | Single        | N.º   | Certificación | Ventas  |
| ------------- | ------------------------------------ | ------------- | ----- | ------------- | ------- |
| España        | Promusicae (tonos),20 semanas top 20 | Todo Irá Bien | 6     | 2x Platino    | 40,000+ |
| España        | Promusicae(descargas digitales)      | Todo Irá Bien | 6     | Platino       | 20,000+ |
| iTunes España | Apple                                | Todo Irá Bien | 3     |               |         |
| Costa Rica    | EFE                                  | Todo Irá Bien | 1 (2) |               |         |
| México        | Tarabú                               | Todo Irá Bien | 3     |               |         |

## Repercusión sencillo
| Canción       | Pos. España | Pos.Costa Rica | Pos. Chile | Pos.Ecuador | Pos.Puerto Rico | Pos. Perú | Pos.Venezuela | Pos. México | Pos.Colombia |
| Todo irá bien | #1          | #1             | #1         | #1          | #1              | #1        | #3            | #3          | #6           |
| ------------- | ----------- | -------------- | ---------- | ----------- | --------------- | --------- | ------------- | ----------- | ------------ |

### Posicionamiento
| Listas                  | Posición |
| ----------------------- | -------- |
| Chile (Zona latina)     | 1 (16)   |
| Latinoamérica HTV       | 1(8)     |
| Costa Rica Los 40       | 1(4)     |
| Ecuador Los 40          | 1(3)     |
| Puerto Rico (Fidelity)  | 1 (2)    |
| Costa Rica (airplay)    | 1        |
| Perú Los 40             | 1        |
| Spain Hot 100           | 3        |
| iTunes Spain            | 3        |
| Venezuela (airplay)     | 3        |
| México Tarabú           | 3        |
| Colombia Los 40         | 6        |
| Costa Rica Top 100 2008 | 10       |
| México Los 40           | 17       |

|align="left"|Argentina Los 40
|align="center"|29

## Información adicional
- Videoclip
- Letra
- Letra